# برونو بارما
برونو بارما (ولد في 30 ديسمبر 1941) هو لاعب شطرنج سلوفيني يوغوسلافي وأستاذ كبير. وُلِد بارما في ليوبليانا، في سلوفينيا التي تحتلها إيطاليا.

## مسيرته في الشطرنج
لعب لأول مرة في بطولة العالم للشطرنج للناشئين في عام 1959، وتقاسم المركز الثاني، بعد ذلك بعامين في سن 21 فاز ببطولة الناشئين التالية (لاهاي 1961)، وحصل على لقب أستاذ دولي، منحه الاتحاد الدولي للشطرنج لقب أستاذ كبير بناءً على أدائه المتميز في بطولة بيفرفيك في عام 1963، كان ثالث سلوفيني يصبح أستاذًا كبيرًا، بعد ميلان فيدمار (1950) وفاسيا بيرك (1953). فاز ببطولة سلوفينيا للشطرنج في عامي 1959 و1961 وتقاسم المركز الثالث مع دراغوليوب مينيتش وميلان ماتولوفيتش وبويان كوراييكا في بطولة يوغوسلافيا عام 1968 في تشاتيشكي توبليس.
في بطولة دولية أقيمت في سان خوان، بورتوريكو عام 1969، حصل على المركز الثاني مع اثنين من الأساتذة الكبار، آرثر بيسجوير ووالتر براون، خلف بوريس سباسكي،وقد تقاسم أفضل نتائجه مع جورجي ترينجوف في بطولة فرشاتش عام 1973 متقدمًا على فولفجانج أولمان.
لعب بارما مع المنتخب اليوغوسلافي في أولمبياد الشطرنج ثماني مرات: 1962، 1964، 1966، 1968، 1970، 1974، 1978، و 1980. فاز المنتخب اليوغوسلافي بأربع ميداليات فضية وميداليتين برونزيتين في تلك السنوات،كما مثل يوغوسلافيا تسع مرات في مباريات الاتحاد السوفييتي ضد يوغوسلافيا التي أقيمت في الستينيات والسبعينيات.

## روابط خارجية
- Bruno Parma على موقع الاتحاد الدولي للشطرنج (الإنجليزية)
- Bruno Parma على موقع مباريات الشطرنج (الإنجليزية)
- Bruno Parma على موقع 365Chess.com (الإنجليزية)
- Bruno Parma على موقع Chesstempo.com (الإنجليزية)
- Bruno Parma سجل أولمبياد الشطرنج على موقع OlimpBase.org (الإنجليزية)